# Burkhard Dreher
Pour les articles homonymes, voir Dreher.
Burkhard Dreher (né le 3 décembre 1944 à Preußisch Holland, en province de Prusse-Orientale) est un économiste, fonctionnaire, gestionnaire et homme politique allemand (SPD). 

## Biographie
Après avoir terminé ses études secondaires, Dreher étudie l'économie à l'Université Libre de Berlin de 1964 à 1969, obtient un doctorat puis, travaille comme chercheur à l'Institut allemand pour la recherche économique (DIW) à Berlin de 1969 à 1978. Il rejoint ensuite le service administratif et passe à la Chancellerie du Sénat du Bourgmestre-gouverneur de Berlin, où il est responsable de la coordination interdépartementale, d'abord comme chef de département, puis comme chef de département adjoint jusqu'en 1985. De 1985 à 1992, Dreher travaille comme chef du département du développement économique à Dortmund et participe à la création du parc technologique de cette ville. En 1991/92, il est également directeur général de la Société de développement économique du Brandebourg. En 1992/93, il est directeur de la ville de Dortmund et en 1993/94, oberstadtdirektor à Bochum.
Après avoir quitté la politique, Dreher s'est tourné vers secteur privé, devenant d'abord membre du conseil d'administration en octobre 1999, puis vice-président du conseil d'administration de VEW AG à Dortmund depuis janvier 2000. Il assume également de nombreux mandats de conseil de surveillance dans diverses sociétés. Jusqu'en décembre 2000, il estégalement directeur général d'Edelhoff AG à Iserlohn. 
Burkhard Dreher est marié et a un fils. 

## Politique
Dreher est conseiller municipal de Dortmund dans les années 80. Le 11 octobre 1994, il est nommé ministre de l'Économie, des moyennes entreprises et de la technologie au sein du gouvernement de l'État de Brandebourg dirigé par le ministre-président Manfred Stolpe. Après la formation d'une grande coalition, il quitte le gouvernement le 13 octobre 1999 et est remplacé par Wolfgang Fürniß comme ministre de l'économie. 